# Chionothremma
Chionothremma is een geslacht van vlinders van de familie bladrollers (Tortricidae), uit de onderfamilie Tortricinae.

## Soorten
- C. auriflua Diakonoff, 1952
- C. auripes Diakonoff, 1952
- C. caelestis Diakonoff, 1952
- C. capnoptera (Diakonoff, 1944)
- C. carbonifera Diakonoff, 1952
- C. citricaput Diakonoff, 1952
- C. combusta Diakonoff, 1952
- C. delia (Meyrick, 1924)
- C. euxantha Diakonoff, 1952
- C. ferratilis Diakonoff, 1952
- C. gracilis Diakonoff, 1952
- C. marginata Diakonoff, 1952
- C. melanoleuca (Diakonoff, 1944)
- C. mesoxantha Diakonoff, 1952
- C. mutans Diakonoff, 1952
- C. nebulicola Diakonoff, 1952
- C. nigrangula Diakonoff, 1952
- C. nivisperennis Diakonoff, 1952
- C. obscura Diakonoff, 1952
- C. ocellata Diakonoff, 1952
- C. ochricauda Diakonoff, 1952
- C. pallescens Diakonoff, 1952
- C. patarea (Meyrick, 1924)
- C. placida Diakonoff, 1952
- C. plicata (Diakonoff, 1941)
- C. pythia (Meyrick, 1920)
- C. sanguens Diakonoff, 1952
- C. soligena Diakonoff, 1952
- C. spectabilis (Diakonoff, 1944)